# Zaineb Sghaier
Zaineb Sghaier, née le 25 septembre 2002, est une lutteuse tunisienne.

## Carrière
Zaineb Sghaier obtient la médaille d'or dans la catégorie des moins de 72 kg aux championnats d'Afrique 2020 à Alger.
Elle est médaillée d'argent dans la catégorie des moins de 72 kg aux championnats d'Afrique 2022 à El Jadida et médaillée de bronze dans cette même catégorie aux championnats d'Afrique 2023 à Hammamet.
Elle remporte la médaille d'or dans la catégorie des moins de 76 kg aux championnats d'Afrique 2024 à Alexandrie.

## Palmarès
| Année | Compétition                        | Lieu          | Résultat | Catégorie |
| ----- | ---------------------------------- | ------------- | -------- | --------- |
| 2017  | Championnats d'Afrique cadets      | Marrakech     | 1re      | - 56 kg   |
| 2017  | Championnats du monde cadets       | Athènes       | 23e      | - 65 kg   |
| 2018  | Championnats d'Afrique cadets      | Port Harcourt | 3e       | - 65 kg   |
| 2018  | Championnats méditerranéens cadets | Alger         | 1re      | - 65 kg   |
| 2018  | Jeux africains de la jeunesse      | Alger         | 2e       | - 65 kg   |
| 2018  | Jeux olympiques de la jeunesse     | Buenos Aires  | 7e       | - 65 kg   |
| 2019  | Championnats d'Afrique cadets      | Hammamet      | 1re      | - 69 kg   |
| 2019  | Championnats d'Afrique juniors     | Hammamet      | 1re      | - 69 kg   |
| 2019  | Championnats du monde cadets       | Hammamet      | 5e       | - 69 kg   |
| 2020  | Championnats d'Afrique             | Alger         | 1re      | - 72 kg   |
| 2020  | Championnats d'Afrique juniors     | Alger         | 1re      | - 68 kg   |
| 2022  | Championnats d'Afrique             | El Jadida     | 2e       | - 72 kg   |
| 2023  | Championnats d'Afrique             | Hammamet      | 3e       | - 72 kg   |
| 2024  | Championnats d'Afrique             | Alexandrie    | 1re      | - 76 kg   |